# Petrus Helie
Petrus Helie (auch Helias oder Hellias; * um 1100; † um 1166) war ein mittelalterlicher Sprachwissenschaftler und Sprachphilosoph. Petrus Helie war überwiegend in Paris tätig. Zu seinen Schülern zählten Johann von Salisbury und Wilhelm von Tyrus.
Um 1146 verfasste er den Kommentar Summa super Priscianum zu den Institutiones Grammaticae des spätantiken römischen Grammatikers Priscian. Darin zieht er die logischen Schriften im Organon des Aristoteles zur Erklärung und Fundierung der lateinischen Grammatik heran. Zu seinen wichtigsten Quellen zählen die Glose super Priscianum Wilhelms von Conches. Aus seiner Feder stammt auch ein Kommentar zu Ciceros De inventione, für den er sich auf die Rhetoriktheorie des Thierry von Chartres stützte.

## Ausgaben
- Leo Reilly (Hrsg.): Petrus Helias: Summa super Priscianum (= Studies and Texts, 113). 2 Bände. Pontifical Institute of Mediaeval Studies, Toronto 1993, ISBN 0-88844-113-4 (kritische Edition)